# Little Girls (canción de Oingo Boingo)
Little Girls es una canción del grupo de new wave estadounidense Oingo Boingo y la primera pista de su álbum debut Only a Lad.

## Antecedentes
"Little Girls" fue escrito por Danny Elfman después de leer un artículo en un periódico. La canción fue escrita como una sátira y tiene una fuerte influencia punk, además de arreglos de trompeta. Cuando se le preguntó sobre la letra de la canción en 2010, Elfman respondió: 

"Que me hizo escribirla? En ese punto, solamente estaba agarrando cosas que me llegaron a la mente... No me reflejaba necesariamente a mi... pero era divertida y sabía que era irreverente. Quería ofenderlos a todos."

Elfman volvería a explicar este punto de vista en 2014, alegando que la canción era un «golpe gracioso en la cara».  Elfman ha ofrecido otras explicaciones en ciertas ocasiones:

En un concierto de 1985 sugirió en broma que la canción trataba sobre cómo su novia era tan "muy, muy pequeña" que "cabe en la palma de su mano".

"Little Girls" fue descrita como una de las pistas más destacadas de Only a Lad por Creative Loafing.
El video musical muestra a Elfman en una casa vacía bailando con niñas y personas con enanismo, seguido por espectadores que miran fijamente mientras camina por una calle con una aparente menor de edad. El video presenta piezas que recuerdan mucho al cine expresionista alemán, como la que se ve en El gabinete del Dr. Caligari. Originalmente fue prohibida en Canadá y fue nombrado "el video musical más espeluznante de todos los tiempos" por The Independent .